# 太田英明のMUSIC NEO
太田英明のMUSIC NEO（おおたひであきのミュージックネオ）は、2009年10月から2014年3月まで、2016年10月から2019年3月まで、2020年4月から9月まで文化放送などで放送されていたラジオ音楽番組。
時期によってはタイトルの冠が太田と女性パートナーとの連名となっている（#放送時間の変遷を参照）が、本稿でまとめて扱う。

## 概要
「太田英明のP!ck Up ★ STATION」のリニューアル版で、新作から旧作、さらには、メジャーからインディーズまで、幅広く捉え紹介していく。文化放送の編成都合に左右される番組で、原則としてプロ野球のナイターオフシーズンの週末に放送され、ネット局では「ラジオアミューズメントパーク」の1番組（2013年度は事実上単独番組）として平日21時台に時差放送されていた。
2014年度はネット局がなく文化放送のみのローカル放送。2015年度は放送がなかったが、2016年度は「ラジオアミューズメントパーク」の再開に伴い本番組も2年ぶり（ネット局への時差放送は3年ぶり）に再開されることになったが2018年度を以って再び終了。2020年度はナイターシーズンに30分番組として1年ぶりに再開した。2020年度の放送が終了した後の同年10月に、太田がアナウンサー兼務で文化放送の編成局長、2021年7月にアナウンサー兼務で文化放送のエグゼクティブ・プロデューサーに就任したことで、本番組の再開は現状未定状態になっている。

## パーソナリティ
- 太田英明（文化放送アナウンサー）

### 過去のパーソナリティ
いずれも太田のパートナー役として出演。2010年4-7月期、2016年度、2017年10-12月期はパートナーを設けず、太田一人での進行となっていた。
- マンスリーパーソナリティー（2009年度ナイターオフのみ）

1. 2009年10月 MARU (THE SPIN)
2. 2009年11月 熊谷育美
3. 2009年12月 PLΛTINUM
4. 2010年1月 せきずい
5. 2010年2月 工藤慎太郎
6. 2010年3月 ワカバ

- 滝裕可里（2010年度ナイターオフのみ）
- 上野優華（2014年度ナイターオフのみ）
- 佐々木心音（2011年度ナイターオフから2013年度ナイターオフ、2018年1月5日から3月。）

## 放送時間の変遷
放送日は文化放送のものに準拠するため、ネット局では多少前後している。時間は全てJST。
太田英明のMUSIC NEO（おおたひであきのミュージックネオ）
- 2009年10月11日 - 2010年3月28日 : 毎週日曜20:00 - 21:30（NRNネット局は毎週火曜21:00 - 22:00または21:00 - 21:50）
- 2010年4月9日 - 2010年7月2日 : 毎週金曜25:00 - 25:30（文化放送ローカル、ナイターシーズン中の放送）
- 2011年10月9日 - 2012年3月25日 : 毎週日曜20:00 - 21:00（NRNネット局は毎週火曜21:00 - 22:00または21:00 - 21:50）
- 2012年10月7日 - 2013年3月17日 : 毎週日曜20:00 - 21:00（NRNネット局は毎週水曜21:00 - 22:00または21:00 - 21:50）
- 2016年10月1日 - 2017年3月25日・10月7日 - 12月30日・2018年10月6日 - : 毎週土曜20:00 - 21:00（NRNネット局は毎週金曜21:00 - 22:00または21:00 - 21:50）
- 2017年10月7日 - 2017年12月30日 : 毎週土曜20:00 - 21:00（NRNネット局は毎週金曜21:00 - 22:00または21:00 - 21:50）
- 2018年1月6日 - 2018年3月31日: 毎週土曜20:00 - 20:30（NRNネット局は毎週金曜21:00 - 22:00または21:00 - 21:50）
- 2018年10月6日 - 2019年3月30日 : 毎週土曜20:00 - 21:00（NRNネット局は毎週金曜21:00 - 22:00または21:00 - 21:50）
- 2020年3月31日 - 2020年9月22日 : 毎週火曜26:30 - 27:00（ナイターシーズン中の放送）

太田英明と滝裕可里のMUSIC NEO（おおたひであきとたきゆかりのミュージックネオ）
- 2010年10月10日 - 2011年4月3日 : 毎週日曜20:00 - 21:00（NRNネット局は毎週水曜21:00 - 22:00または21:00 - 21:50）

太田英明と佐々木心音のMUSIC NEO（おおたひであきとささきここねのミュージックネオ）
- 2013年10月5日[1] - 2014年3月22日 : 毎週土曜20:00 - 20:50（NRNネット局は毎週月曜21:00 - 21:50）

太田英明と上野優華のMUSIC NEO（おおたひであきとうえのゆうかのミュージックネオ）
- 2014年10月4日 - 12月27日: 毎週土曜20:00 - 21:00（文化放送ローカル）
- 2015年1月3日 - 3月28日: 毎週土曜20:00 - 20:50（文化放送ローカル）

## ネット局
※2018年度のもの。
| 放送対象地域   | 放送局             | 放送時間              |
| -------------- | ------------------ | --------------------- |
| 関東広域圏     | 文化放送（制作局） | 毎週土曜20:00 - 21:00 |
| 秋田県         | 秋田放送           | 毎週金曜21:00 - 22:00 |
| 和歌山県       | 和歌山放送         | 毎週金曜21:00 - 22:00 |
| 山口県         | 山口放送           | 毎週金曜21:00 - 22:00 |
| 大分県         | 大分放送           | 毎週金曜21:00 - 22:00 |
| 福井県         | 福井放送           | 毎週金曜21:00 - 22:00 |
| 島根県・鳥取県 | 山陰放送           | 毎週金曜21:00 - 22:00 |
| 富山県         | 北日本放送         | 毎週金曜21:00 - 21:50 |

## タイムテーブル(2012年度)
- 20:00 オープニング
- 20:05頃 今日の一曲目
- 20:07頃 今週のNEOメール
- 20:15頃 ピックアップミュージック（ラジオアミューズメントパーク版では回によってピックアップアーティストと交互に流れる）
- 20:20頃 太田ミュージックラウンジ（放送時間が50分の局ではこのコーナーで番組終了。）
- 20:46頃 ピックアップアーティスト
- 20:53頃 今日最後の曲（マンスリーラストソング）
- エンディング

## 2010年4月以降
文化放送以外ではナイターシーズンに突入したため、一旦番組が終了したが、文化放送のみ諸般の事情で4月9日以降金曜25:00 - 25:30（明けて土曜午前1時 - 1時30分）へ移動して番組が継続となった。しかし、2010年7月の改編でこの時間に超!A&G+から「青山二丁目 太まん飯店」が移動するため7月2日深夜放送分の放送で一旦終了となった。10月からは滝裕可里が加わりラジオアミューズメントパーク水曜で放送された。。その後パートナーを佐々木心音に代えて日曜夜に再開した。

## その後、現在まで
- 2010年10月以降は毎ナイターオフシーズンの日曜日に文化放送では放送しているが、番組編成の都合上で文化放送のみ休止の回も目立っている。
- そんな中、2013年4月改編で文化放送では日曜20時台に30分のアイドル番組[7]（「私立恵比寿中学 放送部」と「乃木坂46の「の」」）を2つ開始し通年編成されると、一方のNRNネット局も2013年10月より「オトナカレッジ」[8]という新ワイドを立ち上げることが決まり、『ラジオアミューズメントパーク』の番組枠の縮小が避けられない状況と予想されていたが、文化放送から正式な2013年秋の改編が発表[9]され、文化放送での放送枠を土曜20時 - 20時50分へ今季オフより移動したうえで、放送枠が継続されることとなった。なお、NRN地方局(KNB)へは月曜21時台で放送された。そのため2014年度と2015年度は文化放送ローカルに縮小された。
- さらにその後2016年度10月に当番組は復活するが、2017年度オフは年度終盤の3ヶ月が文化放送では流れない30分裏送りパートを作ることになり、スタッフは苦労した[10]。2018年10月からの分は日本シリーズや特番編成で休止になる分を除き半年間無事に放送されたが、2019年度以降文化放送では土曜ナイター枠を廃止し、通年番組化[11]され、2019年10月からの「ラジオアミューズメントパーク」金曜枠もALLIと晋平太による新番組・「ALLIと晋平太」が開始されることになったため、本番組は編成されないことになった。
- 2020年度は上半期の火曜26時枠後半に文化放送ローカルの30分間で放送されたが、年度下半期まで番組が継続しない上に番組終了後太田アナの編成局長就任が別番組で発表されたため、それ以降の本番組の去就処遇は未定となっている。